# TTC 1951 Assenheim
Der TTC 1951 Assenheim ist ein deutscher Tischtennisverein aus dem hessischen Assenheim. Dessen Damenmannschaft spielte in den 1990er Jahren in der Bundesliga.
TTC steht für Tischtennis-Club.

## Geschichte
Der Verein wurde 1951 gegründet. Gab es zunächst nur männliche Sportler, so sind seit 1979 auch Mädchen und Damen aktiv. Von 1984 bis 1989 kletterte die Damenmannschaft von der Kreisklasse bis in die Hessenliga. 1989 wurde mit Wieland Speer ein Diplom-Trainer verpflichtet, der das Team nach mehreren Aufstiegen in Folge 1994 bis in die 1. Bundesliga führte. Den Durchmarsch durch die 2. Bundesliga 1993/94 verwirklichten die Spielerinnen Branka Batinić, Nina Wolf, Cornelia Böttcher, Karina Giese und Sandra Bohr.
In der 1. Bundesliga war das Team von 1994 bis 1998 vertreten, danach wurde es zurückgezogen. Bekannte Spielerinnen waren Li Yunfei (1995–1997), Elke Schall-Süß (1996–1997), Tanja Hain-Hofmann (1996–1998), Rūta Paškauskienė (1997–1998),  Kristina Totolaite (1997–1998) und Xie Juan (1997–1998).
Viel Wert legte der Verein auch in eine intensive Jugendarbeit, für die er 1995 mit dem Grünen Band für vorbildliche Talentförderung im Verein ausgezeichnet wurde.
Heute (2020) gibt es im Verein nur noch sechs Herrenmannschaften und drei Jugendmannschaften.